# Diaphorus felinus
Diaphorus felinus är en tvåvingeart som beskrevs av Octave Parent 1939. Diaphorus felinus ingår i släktet Diaphorus och familjen styltflugor.
Artens utbredningsområde är Kongo. Inga underarter finns listade i Catalogue of Life.